# Yin og yang
Taijitegnet, på kinesisk Taiji Tu 太極圖, kaldes af mange i Vesten ofte fejlagtigt for Yin Yang tegnet. Det er uden tvivl det mest kendte symbol fra kinesisk filosofi. Yin og yang er en integreret del af begrebet Taiji (på dansk ofte kaldet Tai Chi) og er i Kina og resten af verden kendt som symbol for altings iboende dualitet. I Korea kalder man det Um og Yang. Udover at have en central betydning i Taoismen anvendes tegnet i smykker, illustrationer, kunst og design. Desuden indføjede Niels Bohr det i sit våbenskjold. Yin og yang har betydning for kost i makrobiotikken, i Feng Shui, i kampkunst (særligt i Tai Chi), og i høj grad i Traditionel Kinesisk Medicin.

## Betydning
Yin og Yang er uløseligt knyttet sammen med begrebet taiji 太極, cirklen, De otte trigrammer og De fem faser (ofte fejlagtigt kaldet De fem elementer). Disse begreber anvendes i både daoismen og senere neo-konfucianismen. Begge traditioner har, som en del af deres grundlag, en beretning om hvordan alle verdens ting skabes. Grundlæggende beskriver de det samme: nemlig transformationen fra intetheden til alle verdens ting. Forklaringerne kan både forstås som en ydre forklaring på universets og den jordiske verdens sammenhæng, men samtidig kan de også anvendes til at forklare den indre opståen og transformation af menneskets livsenergi.
Den berømte neo-konfucianist Zhou Dunyi (1017-1073) skrev i Songdynastiet:

Når yin og yang er forenet, udgør de taiji. Taijis oprindelse er wuji. Når de fem faser fødes, fuldender de hver deres særegne natur. Sandheden i wuji og essensen af yin og yang og de fem faser forenes på forunderlig vis, og løber sammen. Qians vej 乾道 bliver til det mandlige. Kuns vej 坤道 bliver til det kvindelige. Disse to qi reagerer med hinanden, transformeres og skaber alle verdens ting. Alle verdens ting bliver ved at formere sig, og varierer sig uendeligt. Når dette overføres på menneskets forhold, kan man forklare det således, at mennesket opnår taijis skønhed og overlegne åndelighed: Når dets krop er født, udvikler ånden bevidsthed. De fem menneskelige kvaliteter aktiveres, og kan skelne godt og ondt. Af dette kommer alle ting.

## Oprindelse
Diagrammet er af ukendt oprindelse, der findes ikke en oprindelig autentisk forklaring på det. Selvom taiji-tegnet er så kendt, er det vanskeligt at finde en historisk klar og logisk forklaring på hvad det præcis dækker. I de fleste forklaringer bliver taiji forvekslet med yin og yang, som faktisk kun er en del af forklaringen om taiji.
Der er generel enighed om, at de to ”fisk” beskriver yin og yangs cyklus, og at taiji symboliserer yin og yangs 陰陽 vekslen, de uendelige forandringer og transformationer, det er dog ikke muligt at finde en oprindelig forklaring på, hvad de to ”øjne” står for.
En af de tidligste betydninger af yin og yang var henholdsvis skyggesiden (yin) og solsiden (yang) af et bjerg, hvor bjergkammen var taiji. Yin-yang 陰陽 fik sin nuværende filosofiske betydning senest omkring 300 f.kr. hvor det optræder i flere tekster, blandt andre Zhuang Zi.